# Mićo Martić
Mićo Martić (Doboj, 24 febbraio 1964) è un allenatore di calcio a 5 ed ex giocatore di calcio a 5 croato.

## Biografia
È sposato con la psicologa Andreja Kostelic dalla quale nel 2003 ha avuto una figlia.

## Carriera
Come massimo riconoscimento in carriera vanta la partecipazione al FIFA Futsal World Championship 2000 in cui la nazionale croata – al debutto nella competizione – è stata eliminata nel girone del secondo turno comprendente Spagna, Portogallo e Paesi Bassi. Martić ha inoltre disputato due edizioni del campionato europeo (1999 e 2001). Nel 2004 frequenta il corso a Coverciano e consegue l'abilitazione ad allenatore di calcio a 5 di primo livello.